# Sahelsporrhöna
Sahelsporrhöna (Pternistis clappertoni) är en fågel i familjen fasanfåglar inom ordningen hönsfåglar.

## Utseende och läte
Sahelsporrhönan är en medelstor och ljus sporrhöna med stora fläckar röd bar hud runt ögonen. Fjäderdräkten är kraftigt tecknad i svart och ljusbeige på rygg, hals och undersida. Arten skiljer sig från de flesta andra sporrhöns och frankoliner i dess utbredningsområde på den röda huden i ansiktet. Den liknar abaysporrhönan, men är mycket ljusare och har mestadels svart, ej röd, näbb. Lätet är ett grovt "kreeya" som upprepas ett antal gånger.

## Utbredning och systematik
Arten förekommer i Afrika söder om Sahara, från Mali till Sudan och Etiopien. Den behandlas antingen som monotypisk eller delas in i två underarter med följande utbredning:
- Pternistis clappertoni clappertoni – Mali till södra Sudan, östra Sydsudan, nordöstra Uganda och västra Etiopien
- Pternistis clappertoni sharpii – norra och centrala Etiopien samt Eritrea

## Släktestillhörighet
Tidigare placerades den i släktet Francolinus. Flera genetiska studier visar dock att Francolinus är starkt parafyletiskt, där arterna i Pternistis står närmare  t.ex. vaktlar i Coturnix och snöhöns. Även de svenska trivialnamnen på arterna i släktet har justerats från tidigare frankoliner till sporrhöns (från engelskans spurfowl) för att bättre återspegla släktskapet.

## Levnadssätt
Sahelsporrhönan hittas lokalt i olika typer av savann och kringliggande jordbruksbygd. Den ses ofta i par eller smågrupper.

## Status och hot
Arten har ett stort utbredningsområde, men tros minska i antal, dock inte tillräckligt kraftigt för att den ska betraktas som hotad. Internationella naturvårdsunionen IUCN listar arten som livskraftig (LC).

## Namn
Fågelns vetenskapliga artnamn hedrar Hugh Clapperton (1788-1827), skotsk upptäcktsresande och samlare verksam i tropiska Afrika 1822-1827.